# Уэмбли
«Стадио́н Уэ́мбли» (англ. Wembley Stadium; [ˈwɛmbli ˈsteɪdiəm]), известный также как «Новый Уэмбли» (англ. New Wembley) — футбольный стадион, расположенный в Лондоне, Англия. Стадион был открыт в 2007 году на месте старого стадиона «Уэмбли». Старый «Уэмбли», известный также как «Эмпайр Стейдиум» (англ. Empire Stadium), был одним из самых известных футбольных стадионов мира до момента его сноса в 2003 году.
Новый «Уэмбли» вмещает 90 000 зрителей и является вторым по вместимости стадионом в Европе после «Камп Ноу». На нём свои домашние матчи проводит национальная сборная Англии по футболу. Владельцем стадиона является управляющая организация английского футбола, Футбольная ассоциация Англии (FA).
Авторами проекта стадиона стали компании Foster and Partners и Populous. У нового стадиона имеется убирающаяся крыша. По сравнению со старым «Уэмбли», отличительной особенностью которого были белые «башни-близнецы», новый стадион известен своей «аркой Уэмбли» высотой в 134 м. Эта стальная арка является самой длинной однопролётной конструкцией крыши в мире. Стадион был построен австралийской компанией Multiplex; затраты на строительство составили £798 млн. Старый «Уэмбли» был закрыт в октябре 2000 года, а в декабре того же года планировалось его снести и открыть новый стадион в 2003 году. Однако по ряду причин проект откладывался, и старый «Уэмбли» был полностью демонтирован лишь в феврале 2003 года. Новый «Уэмбли» был открыт 19 мая 2007 года, когда на нём прошёл финал Кубка Англии.
В 2012 году на стадионе прошли футбольные финалы летних Олимпийских игр 2012 года. Кроме матчей национальной сборной, на «Уэмбли» проводятся полуфиналы и финалы Кубка Англии, матчи Суперкубка Англии, финалы Кубка Футбольной лиги и Трофея Футбольной лиги, а также матчи плей-офф Футбольной лиги. В 2011 году стадион принял финальный матч Лиги чемпионов УЕФА. В 2013 году на «Уэмбли» вновь прошёл финал Лиги чемпионов УЕФА. Кроме футбола, на стадионе проводятся матчи регбилиги и матчи по американскому футболу. На «Уэмбли» также проводятся концерты.

## Стадион

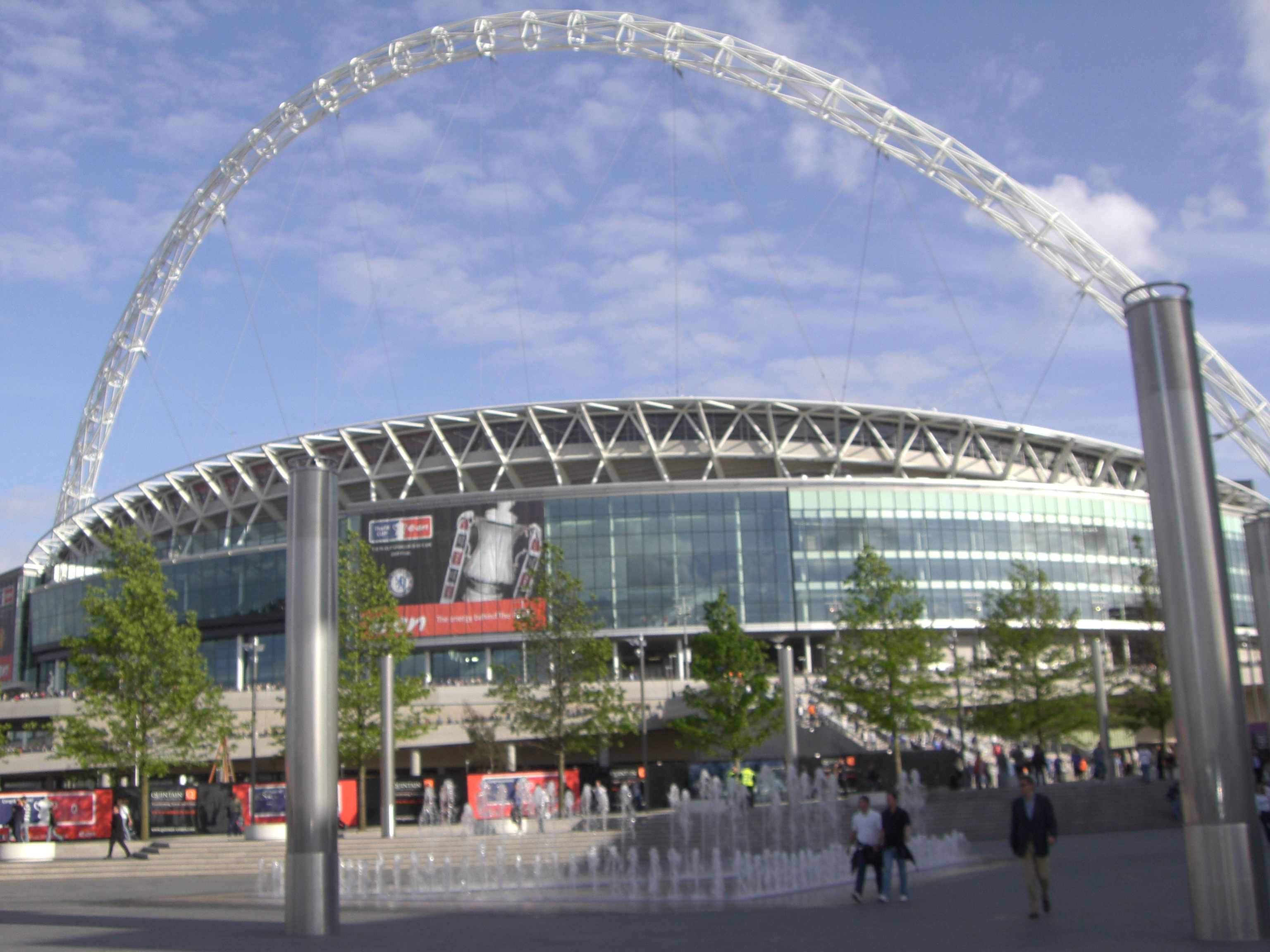
Стадион «Уэмбли» снаружи

Новый «Уэмбли» был спроектирован архитектурными компаниями Foster and Partners и Populous. Строительством занялась австралийская компания Brookfield Multiplex, а инвесторами выступили Sport England, WNSL (Wembley National Stadium Limited), Футбольная ассоциация Англии, департамент культуры, средств массовой информации и спорта, а также Лондонское агентство по развитию предпринимательства. «Уэмбли» стал одним из самых дорогих стадионов в мире: затраты на его строительство составили £798 млн. Также у стадиона самое большое число зрительских мест под крышей среди всех стадионов мира. В подготовке проектной документации для нового «Уэмбли» также участвовала компания Nathaniel Lichfield and Partners.

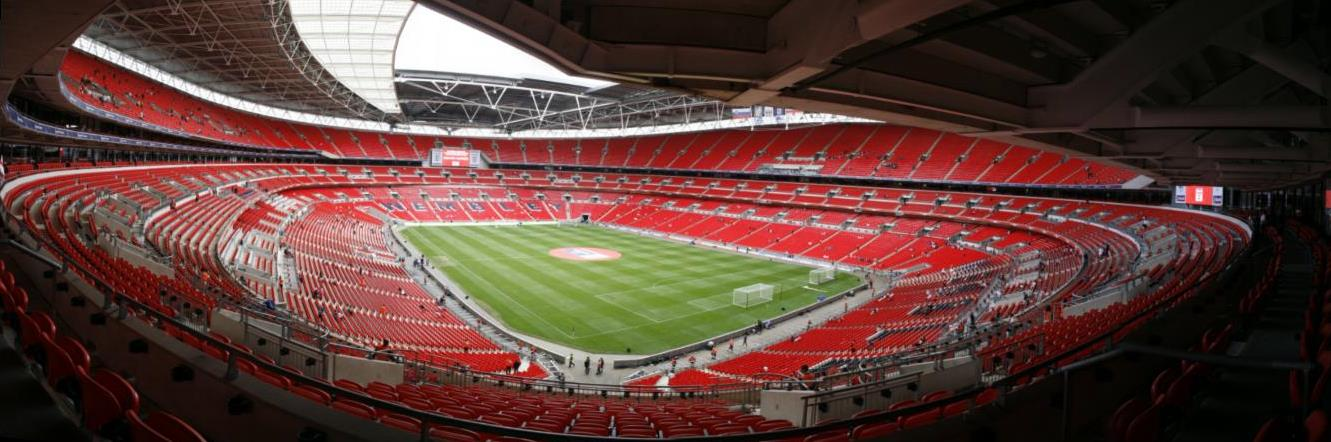
Стадион «Уэмбли» внутри

В основу дизайна нового 90-тысячного «Уэмбли» легла форма «чаши» с раздвижной крышей. Также он может использоваться как атлетический стадион: для этого проектом предусмотрена возможность возведения временной платформы на нижних ярусах. Отличительной чертой стадиона является решётчатая арка с круглым сечением диаметром 7 метров и протяжённостью 315 метров, возвышающаяся на высоте 133 метра. Арка поддерживает весь вес северной крыши и 60 % веса выдвижной крыши на южной стороне. Арка стадиона является самой длинной незакреплённой структурой крыши в мире. По сравнению с 39 ступенями оригинального «Уэмбли», ведущими в королевскую ложу, на новом стадионе 107 ступеней.
На стадионе также предусмотрена система платформ, которая может быть задействована при необходимости использования стадиона для выступлений атлетов. При использовании этой системы вместимость стадиона снизится до 60 000 мест. На данный момент на новом «Уэмбли» не проходило ни одного атлетического соревнования.

### Строительство
Изначальный план реконструкции «Уэмбли» предполагал снос старого стадиона до Рождества 2000 года и строительство нового к 2003 году. Однако из-за финансовых и юридических сложностей начало работ было отложено. В 2004 году мэр Лондона объявил о планах по обновлению и восстановлению района Уэмбли, которые включают реконструкцию стадиона и прилегающих к нему территорий, рассчитанных на два или три десятилетия вперёд.
30 марта 2006 года застройщики объявили, что «Уэмбли» не будет готов до 2007 года. Запланированные спортивные матчи и концерты были перенесены в другие места. 19 июня 2006 года было объявлено об укладке газона на стадионе. 19 октября было объявлено, что стадион будет сдан в эксплуатацию в начале 2007 года, так как все разногласия между Футбольной ассоциацией Англии и компанией Multiplex были улажены. Итоговые затраты на постройку стадиона (включая реконструкцию транспортной инфраструктуры) составили £1 млрд. (около 1,97 млрд долл. США).

### Открытие стадиона

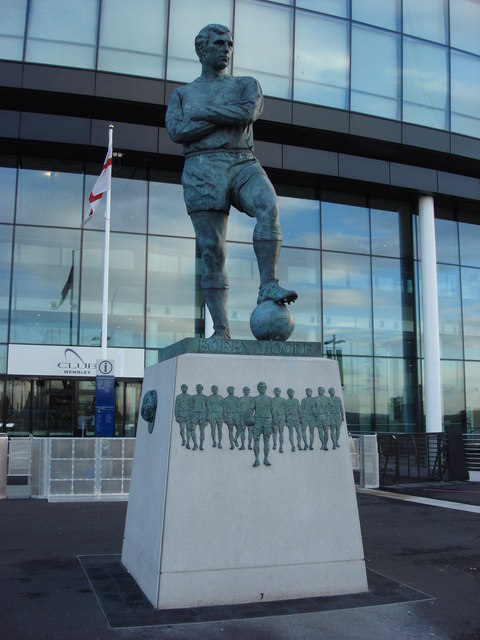
Памятник Бобби Муру, стоящий у входа на стадион

Новый стадион был сдан в эксплуатацию и передан Футбольной ассоциации Англии 9 марта 2007 года. На официальном сайте стадиона появилось сообщение, что «Уэмбли» будет открыт для посетителей 3 марта, однако фактически это произошло спустя 2 недели, 17 марта.
11 мая состоялась церемония открытия памятника Бобби Муру, установленного перед входом на стадион. Бронзовый памятник работы скульптора Филипа Джексона торжественно открыл сэр Бобби Чарльтон. Бобби Мур был капитаном сборной Англии, выигравшей чемпионат мира 1966 года. Официальная церемония открытия стадиона прошла 19 мая 2007 года, когда на новом «Уэмбли» прошёл финал Кубка Англии.

### Структура
- Периметр стадиона составляет 1 км[15].
- На стадионе имеется 2618 туалетов, больше, чем на любом другом спортивном объекте в мире[16].
- Объём чаши стадиона составляет 1 139 100 м³, чуть меньше, чем у стадиона «Миллениум» в Кардиффе, но с большей зрительской вместимостью[17].
- На строительстве стадиона было занято одновременно 3500 рабочих[18].
- В основании стадиона установлено 4000 изолированных свай[15], самые глубокие залегают на глубину 35 м[15].
- На стадионе проведено 56 км силовых кабелей питания[15].
- Для строительства стадиона было использовано 90 000 м³ бетона и 23 000 т стали[15].
- Общая длина эскалаторов на стадионе составляет 400 м[15].
- Арка «Уэмбли» имеет больший диаметр поперечного сечения, чем железнодорожный тоннель под Ла-Маншем[19].

### Футбольное поле

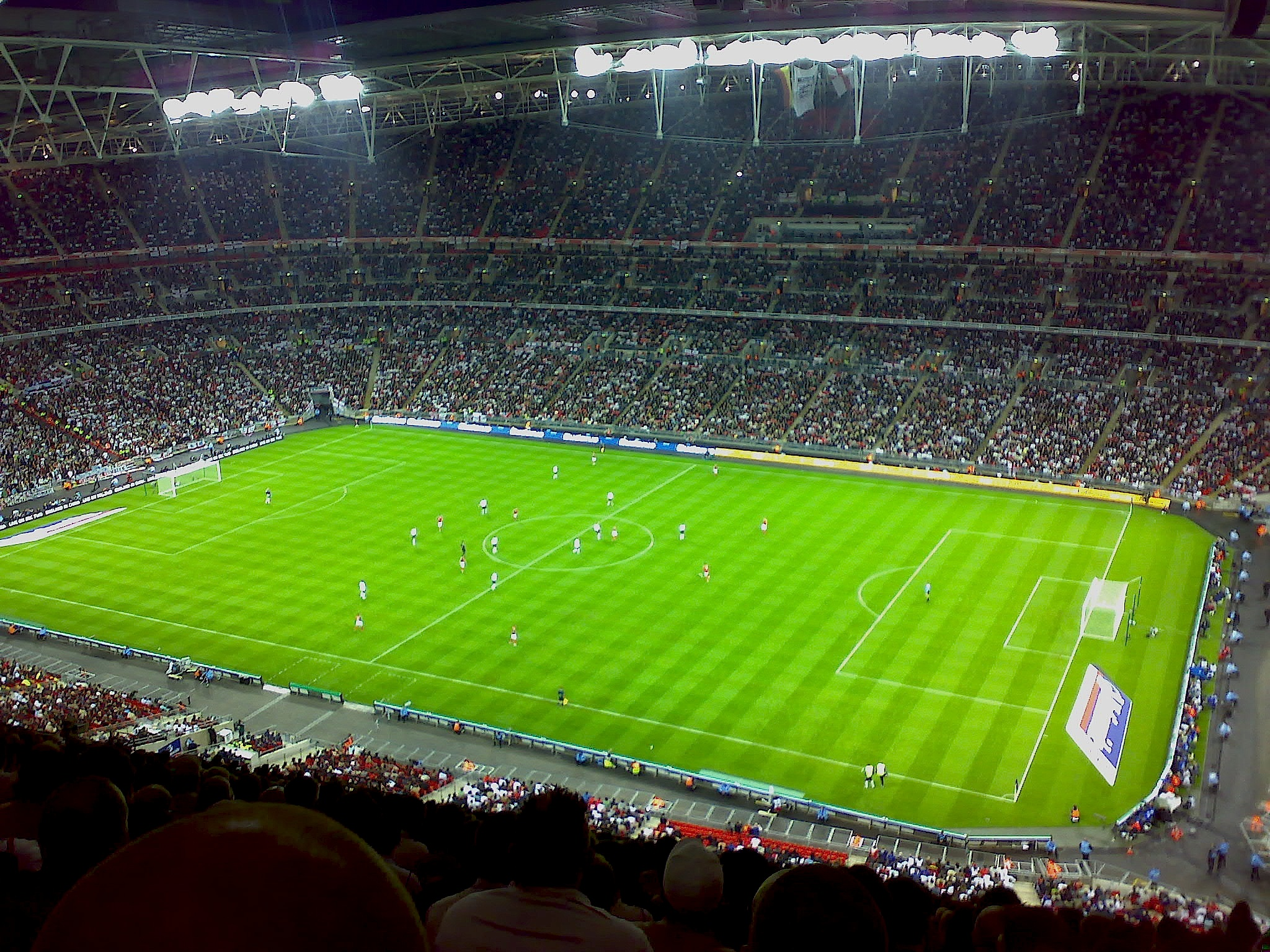
Вид сверху на футбольное поле «Уэмбли»

Новое футбольное поле на 4 метра (13 футов) ниже, чем поле старого стадиона. Размер поля составляет 105 на 69 метров — чуть уже, чем у старого «Уэмбли».
После открытия нового «Уэмбли» качество газона на футбольном поле многократно подвергалось критике. После полуфиналов Кубка Англии в апреле 2009 года, когда качество газона на «Уэмбли» раскритиковали сэр Алекс Фергюсон, Арсен Венгер и Дэвид Мойес, Футбольная ассоциация Англии признала, что покрытие футбольного поля нуждается в улучшении. После открытия стадиона газон неоднократно менялся перед важными матчами.
В марте 2010 года прошла десятая замена травяного покрытия поля с момента открытия «Уэмбли» в 2007 году. В апреле того же года качество газона опять подверглось критике после полуфиналов Кубка Англии. Так, игроки жаловались, что им сложно устоять на ногах на газоне, несмотря на отсутствие атмосферных осадков. Главный тренер «Тоттенхэм Хотспур» Гарри Реднапп назвал футбольное поле «позором» после поражения в полуфинале от «Портсмута». По окончании финала Кубка Англии 2010 года, капитан «Челси» Джон Терри заявил: «Футбольное поле испортило финал. Возможно, это худшее поле, на котором я играл в этом году. Оно недостаточно хорошо для „Уэмбли“». Перед матчем на Суперкубок Англии 2010 года газон был заменён. С тех пор и отныне на «Уэмбли» используется травяное покрытие Desso GrassMaster, которое сочетает натуральную траву с искусственными волокнами. Майкл Оуэн, который ранее критиковал газон «Уэмбли» из-за того, что он получил на нём травму, заявил, что с тех пор качество покрытия поля значительно улучшилось.

### Крыша

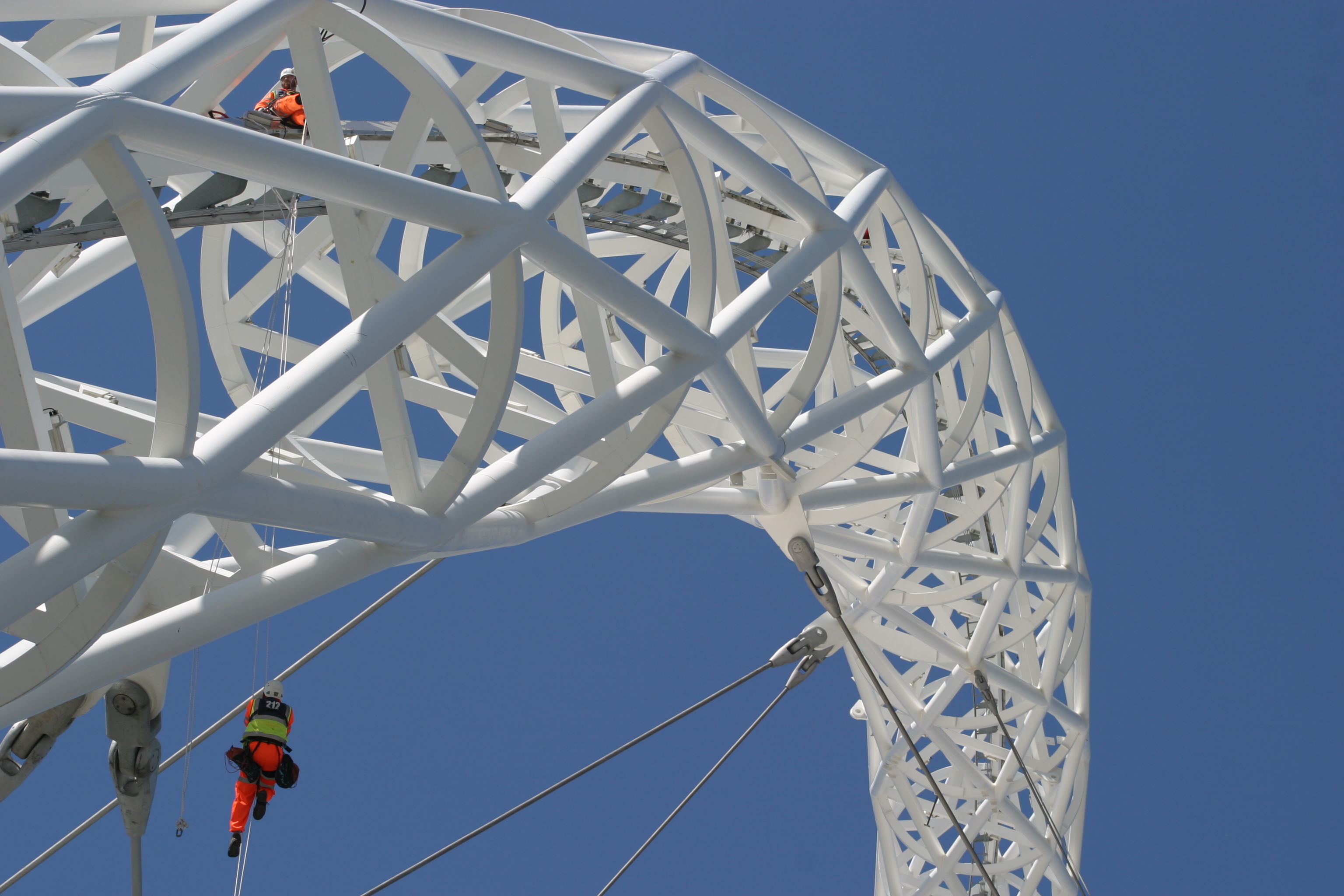
Крупный план арки «Уэмбли»

Площадь крыши стадиона составляет 40 000 м², из них 13 722 м² приходятся на передвижные части. Главной причиной для использования раздвижной крыши было стремление избежать тени на футбольном поле, так как травяное покрытие требует прямых солнечных лучей для эффективного роста. Ангус Кэмпбелл, главный архитектор стадиона, также заявил, что его целью было обеспечить естественное солнечное освещение футбольного поля для матчей с начала мая по конец июня, с 15 до 17 часов, когда проводятся матчи Кубка Англии и чемпионата мира. Дизайн раздвижной крыши минимизирует тени, отбрасываемые на футбольное поле, так как крыша может сдвигаться на восток, запад и юг. Тем не менее полного отсутствия тени на футбольном поле с 15 до 17 часов в финалах Кубка Англии достичь не удалось: так, в финале 2007 года на части поля была тень от крыши, что отметили комментаторы BBC.
Крыша стадиона находится на высоте 52 метров над уровнем футбольного поля и поддерживается аркой, которая находится на высоте 133 метров над уровнем внешнего вестибюля. Длина арки составляет 315 метров, что делает её самой длинной однопролётной конструкцией крыши в мире.

## Музыка

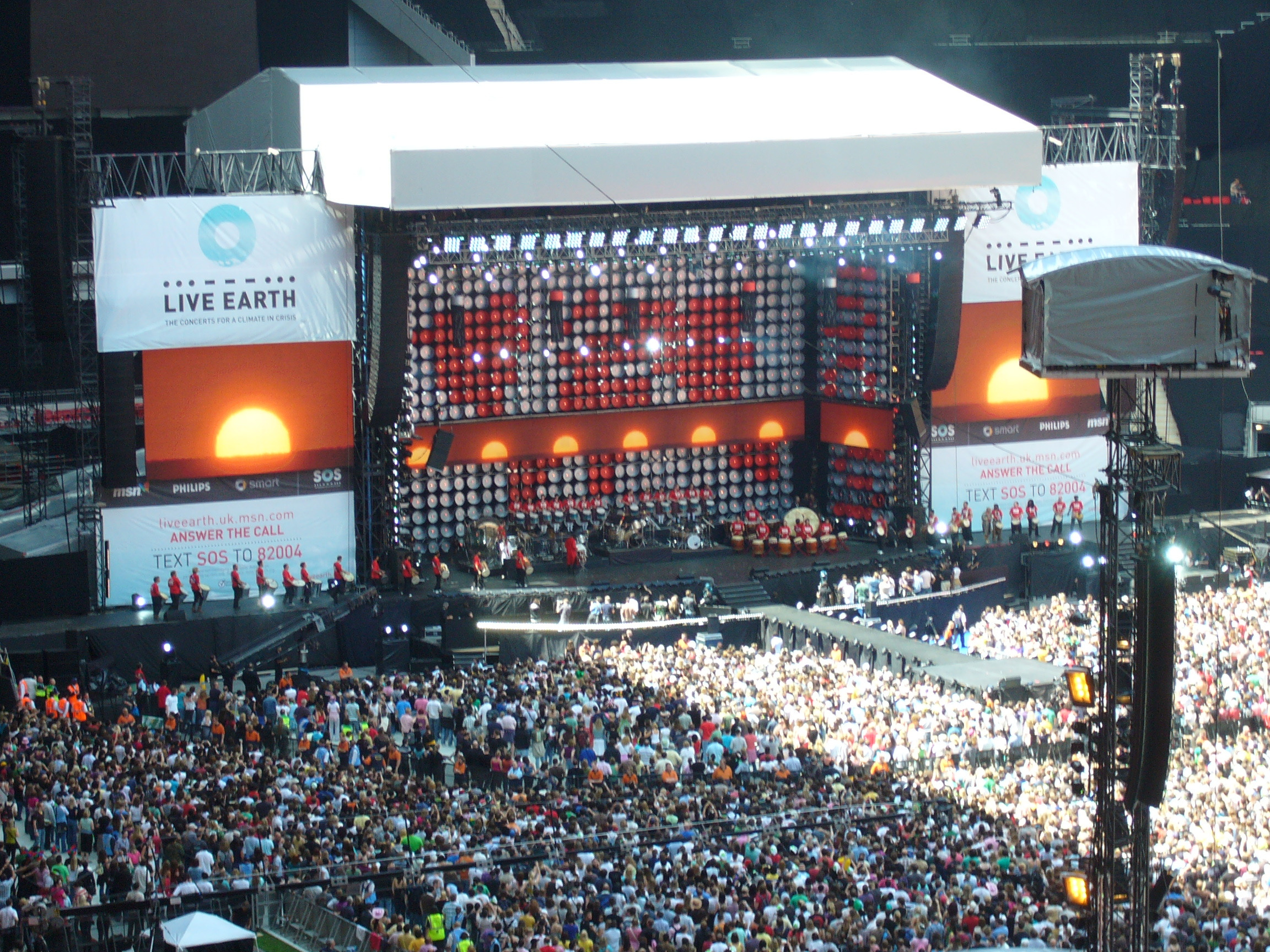
Концерт Live Earth на «Уэмбли» 7 июля 2007 года

### Прошедшие концерты
| Дата                                   | Артист(ы)                    |
| -------------------------------------- | ---------------------------- |
| 9, 10 июня 2007                        | Джордж Майкл                 |
| 16, 17 июня 2007                       | Muse                         |
| 1 июля 2007                            | Concert for Diana            |
| 7 июля 2007                            | Live Earth                   |
| 8 июля 2007                            | Metallica                    |
| 6, 7 июня 2008                         | Foo Fighters                 |
| 11 сентября 2008                       | Мадонна                      |
| 26 июня 2009                           | AC/DC                        |
| 1, 3, 4, 5 июля 2009                   | Take That                    |
| 9, 11, 12 июля 2009                    | Oasis                        |
| 14, 15 августа 2009                    | U2                           |
| 18, 19 сентября 2009                   | Coldplay                     |
| 6 июня 2010                            | Capital FM’s Summertime Ball |
| 19 июня 2010                           | Green Day                    |
| 10, 11 сентября 2010                   | Muse                         |
| 30 июня, 1, 2, 4, 5, 6, 8, 9 июля 2011 | Take That                    |
| 22 июня 2013                           | The Killers                  |
| 30 июня, 2 и 5 июля 2013               | Робби Уильямс                |
| 6, 7, 8 июня 2014                      | One Direction                |
| 21 июня 2014                           | Майли Сайрус                 |
| 11, 12 июля 2014                       | Эминем                       |
| июль 2015                              | Эд Ширан                     |
| 4 июля 2015                            | AC/DC                        |
| 2, 3 июля 2016                         | Бейонсе                      |
| 10 сентября 2016                       | Билли Джоэл                  |
| 28, 29 июня 2017                       | Адель                        |
| 24 июля 2017                           | Electric Light Orchestra     |
| 22, 23 июня 2018                       | Тейлор Свифт                 |
| 1, 2 июня 2019                         | BTS                          |

## Футбольные матчи

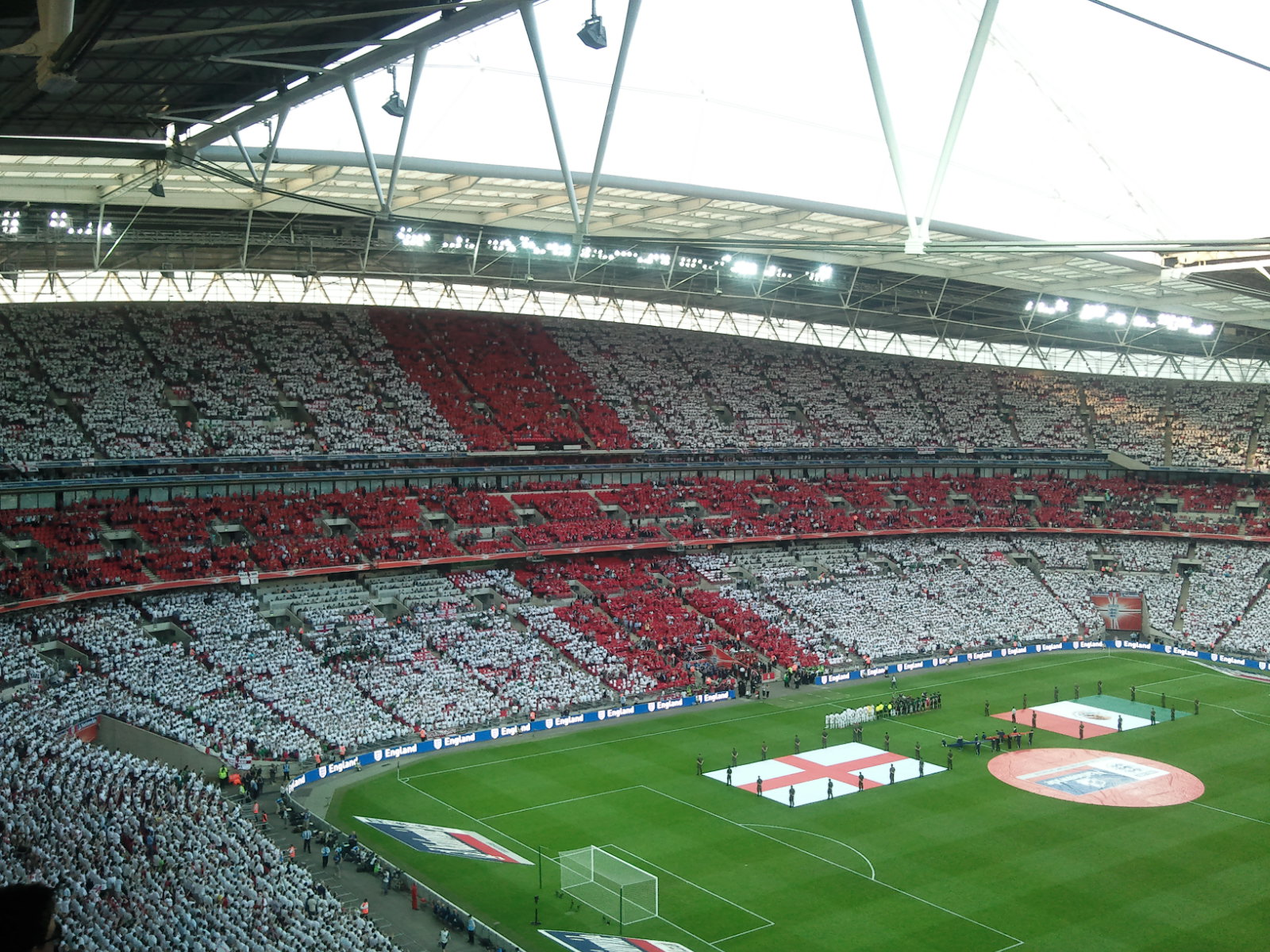
Перед матчем сборной Англии

Первым матчем на новом «Уэмбли» стала игра между командами компании Multiplex и персоналом стадиона; она прошла без зрителей. Первый официальный матч с профессиональными футболистами на «Уэмбли» прошёл 24 марта 2007 года: это была игра между молодёжной сборной Англии и молодёжной сборной Италии, которая завершилась со счётом 3:3.
19 мая 2007 года на новом «Уэмбли» прошёл первый финал Кубка Англии: в нём «Челси» в дополнительное время обыграл «Манчестер Юнайтед» со счётом 1:0. 1 июня 2007 года первый матч на новом «Уэмбли» провела сборная Англии: это была товарищеская встреча со сборной Бразилии.
28 мая 2011 года на «Уэмбли» прошёл финал Лиги чемпионов УЕФА 2010/2011, в котором сыграли испанская «Барселона» и английский «Манчестер Юнайтед». В мае 2013 года «Уэмбли» вновь принял финальный матч Лиги чемпионов УЕФА, в котором встретились два немецких клуба: «Боруссия Дортмунд» и «Бавария». Этот финал прошёл спустя лишь 2 года после предыдущего в связи с празднованием 150-летия существования Футбольной ассоциации Англии.
В общей сложности принимал финалы Лиги чемпионов УЕФА 7 раз. В 2024 году принял восьмой финал.
С августа 2016 года «Тоттенхэм Хотспур» проводил свои «домашние» матчи в Лиге чемпионов УЕФА на «Уэмбли». В сезонах 2017/18 и большей части сезона 2018/19 «Тоттенхэм» проводил все свои домашние матчи (в чемпионате, национальных кубках и еврокубках) на «Уэмбли».